# Петрові батоги

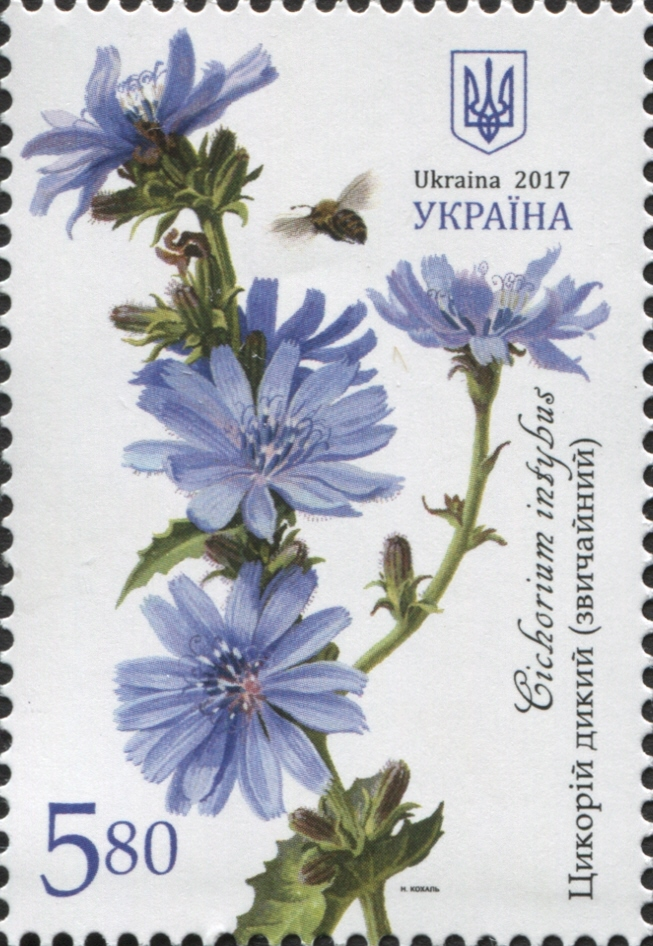
Марка Укрпошти «Цикорій дикий (звичайний) (Cichorium intybus)» із серії «Лікарські та медоносні рослини» (2017)

Петро́ві батоги́, або Цико́рій ди́кий (Cichorium intybus L.) — вид рослин родини айстрові. Зростає у Північній Африці, Європі (у т. ч. Україні), Західній і Центральній Азії; інтродукований на великі площі Азії, північної й Південної Америки, Австралії, подекуди в Африці.

## Опис
Багаторічна шорстка рослина висотою (15)40—80(120) см. Прикореневі листки виїмчасто-перистороздільні, стеблові — ланцетні. Всі квітки язичкові. Кошики 3—5 см у діаметрі, сидять здебільшого пучками в пазухах листків. Обгортка кошиків 2-рядна. Цвіте з червня до осені.
Росте на вигонах, схилах, уздовж доріг.
Кошики петрових батогів розкриваються о 5—6-й годині ранку, а о 10-й вже закриваються, їх використав для створення квіткового годинника видатний шведський ботанік Карл Лінней. Петрові батоги можуть бути й барометром: їхні кошики на дощ не розкриваються.
Шкірясті листки петрових батогів зібрані у прикореневій розетці. Довгий стрижневий корінь проникає в ґрунт на значну глибину — до ґрунтових вод.

## Застосування
Петрові батоги широко використовуються у народній медицині. Їхні листки містять 0.1% гіркоти інтибіну. В молочному сокові є лактуцин, лактукопікрин, тараксастерол, калію нітрат, кремнієва кислота, мікроелементи 

### У харчуванні
Молоді листки їстівні, в них містяться вітамін C, каротин; салати з них особливо корисні для хворих на діабет (у рослині є інулін). Для салату листки варять у солоній воді 7-10 хв, подрібнюють та змішують із розсолом з огірків, часником, гірчицею та перцем. Витримують дванадцять годин і подають з олією до столу. Після сходження снігу листя накривають соломою, стружкою чи папером. Позбавлене світла листя біліє, стає крихким та ніжним.
Культурний сорт цикорію радіккіо італ. radicchio, який ще називають італійським цикорієм, має пурпурове листя з білими прожилками. Радіккіо має гіркий і гострий смак, який пом'якшується, якщо його запікають або смажать.
Корені використовують для приготування сурогату кави. З цією метою у культурі вирощують Цикорій салатний (лат. С. endivia L.).
Цикорій — чудовий медодай, цвіте із липня до вересня, дає багато нектару і пилку. За сприятливих умов (достатня кількість вологи) медопродуктивність дикого цикорію може сягати до 100 кг/га. Мед приємний на смак, голубуватого кольору.
На пасовищах петрові батоги добре їдять тварини.

## Галерея

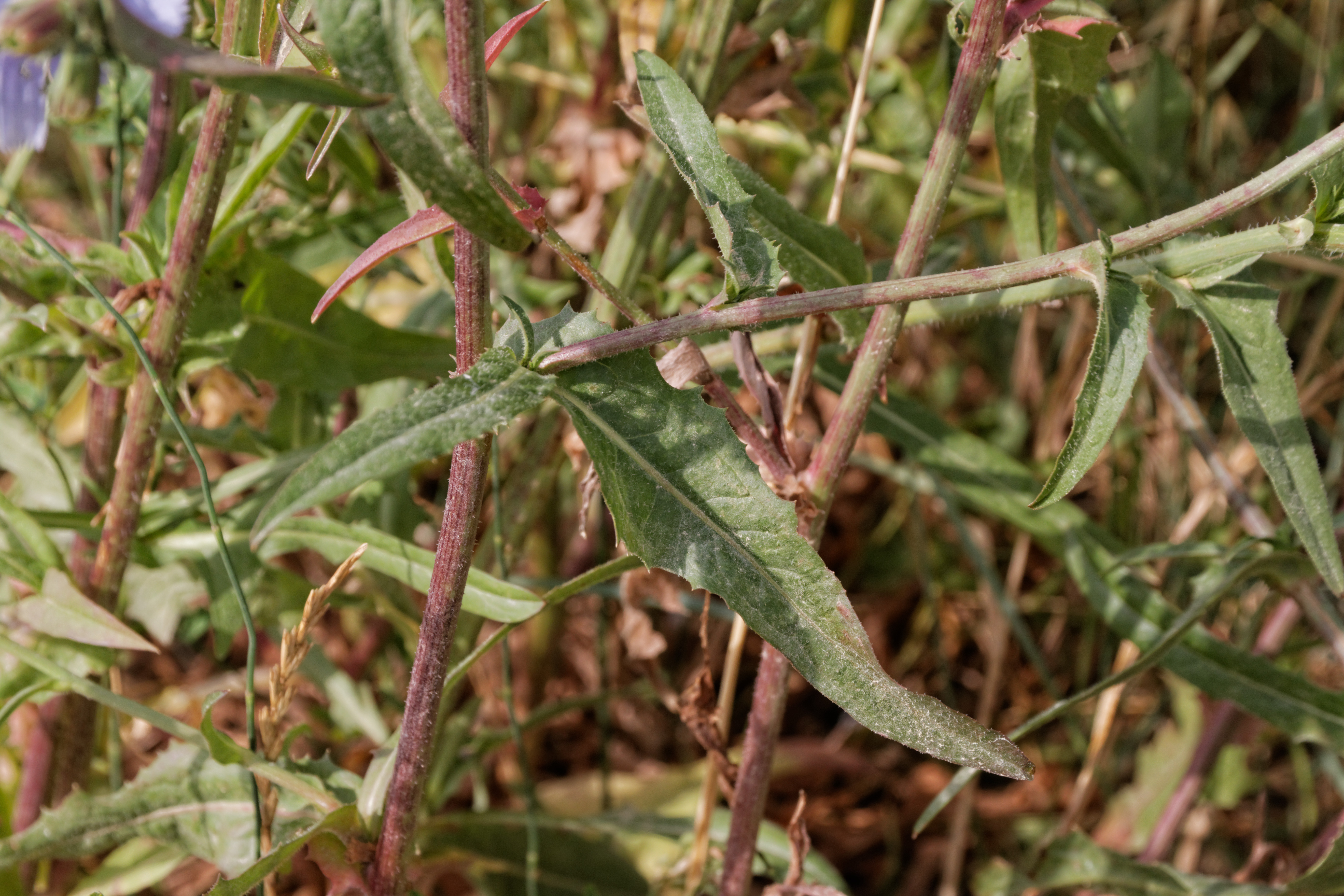
Листя
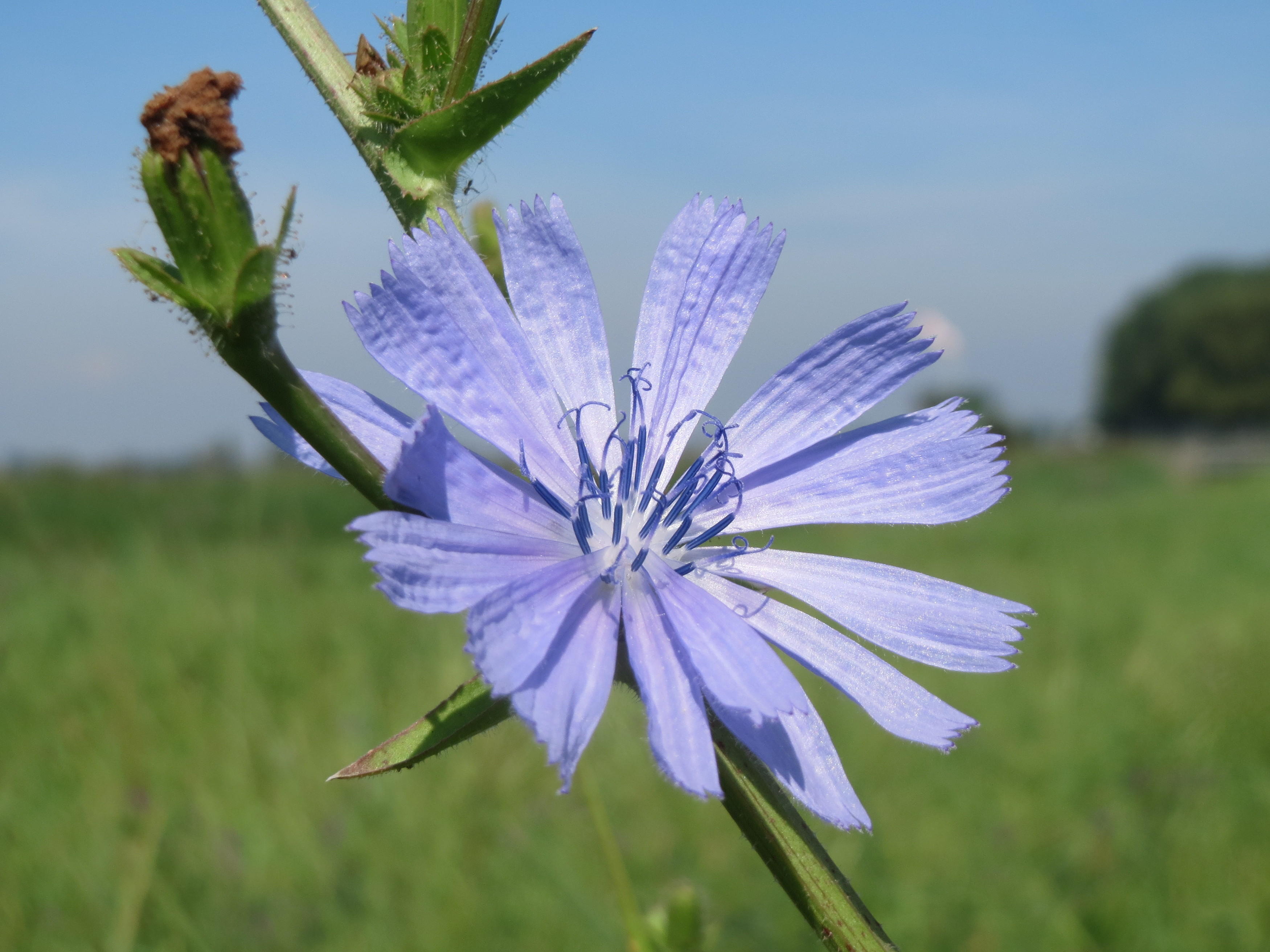
Квітка
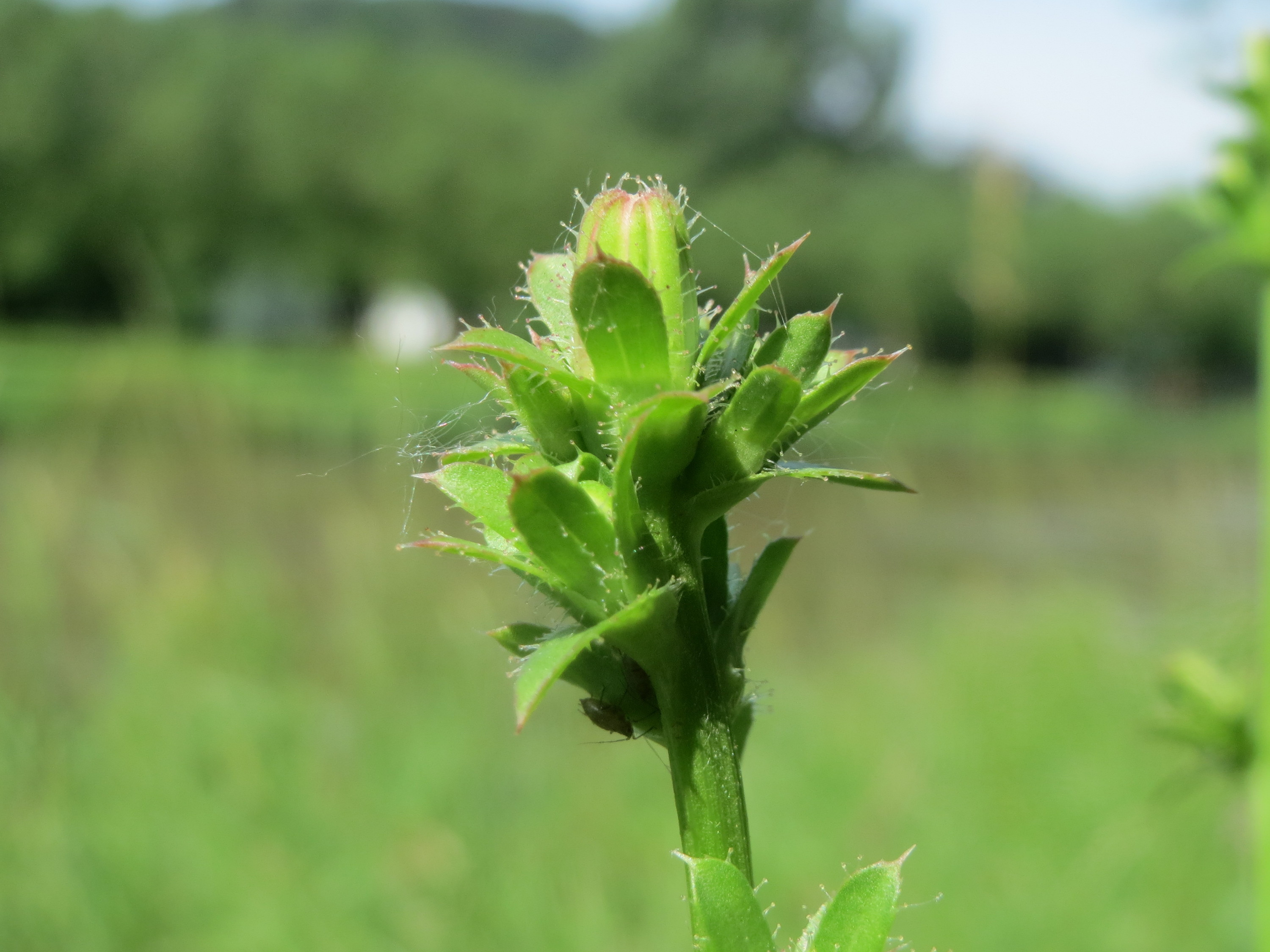
Пуп'янки
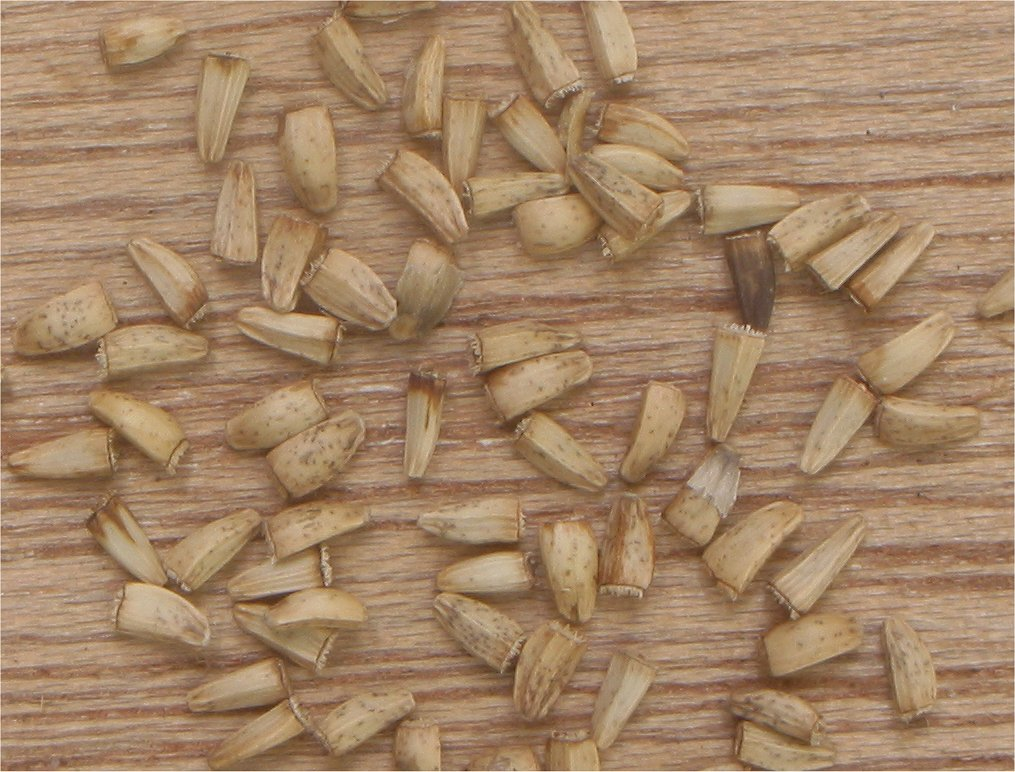
Насіння
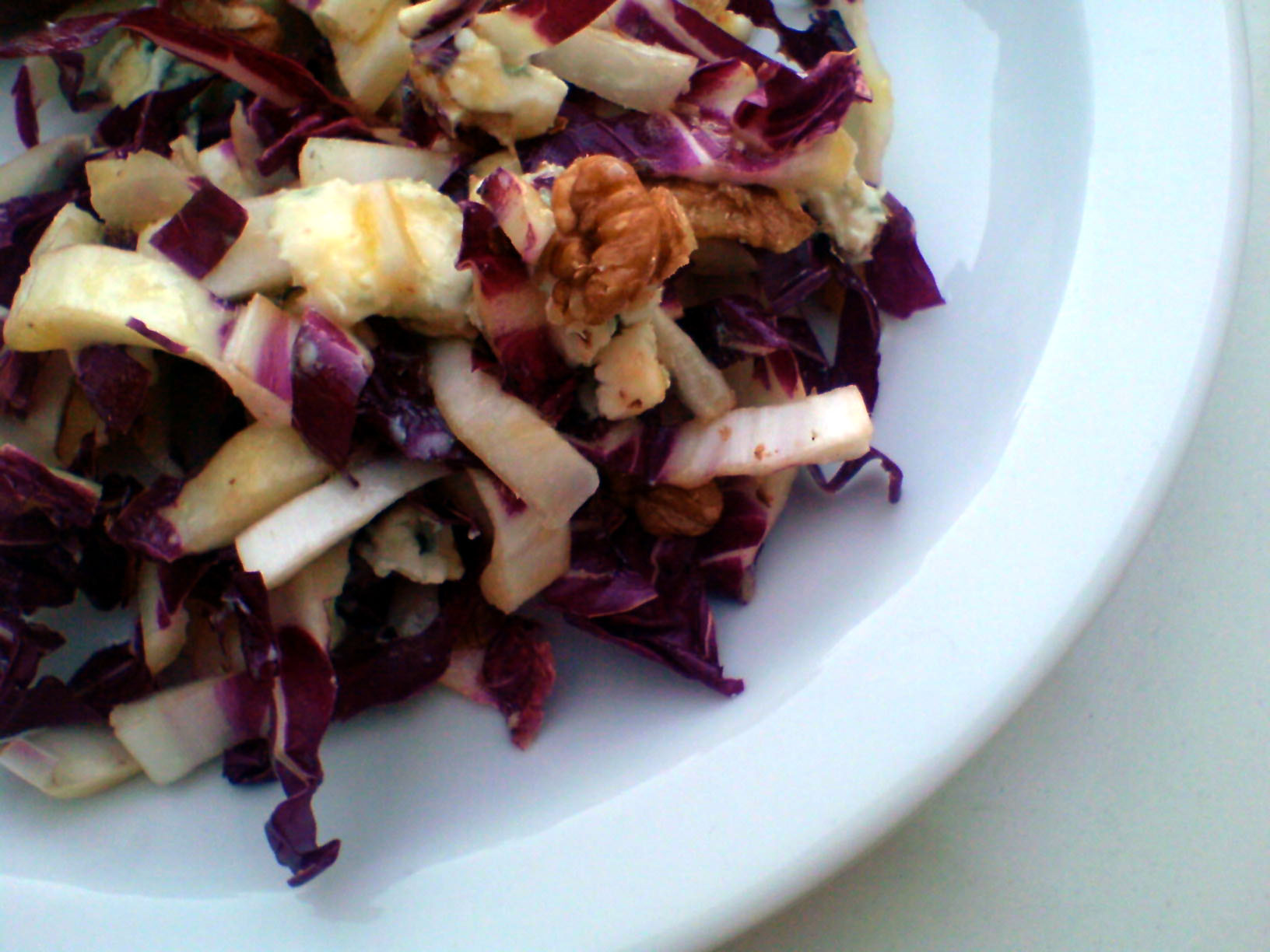
Салат з радіккіо
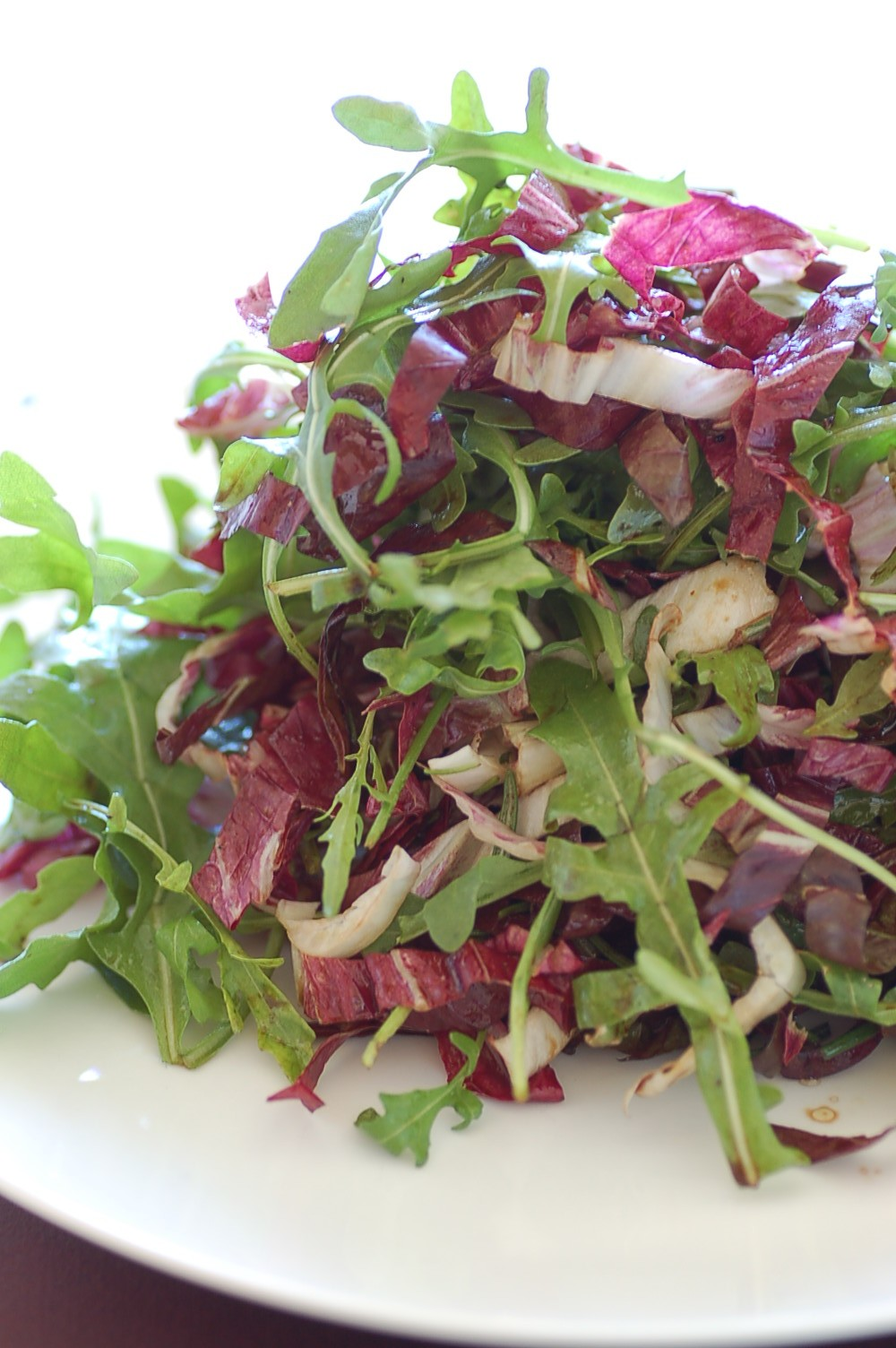
Салат з радіккіо
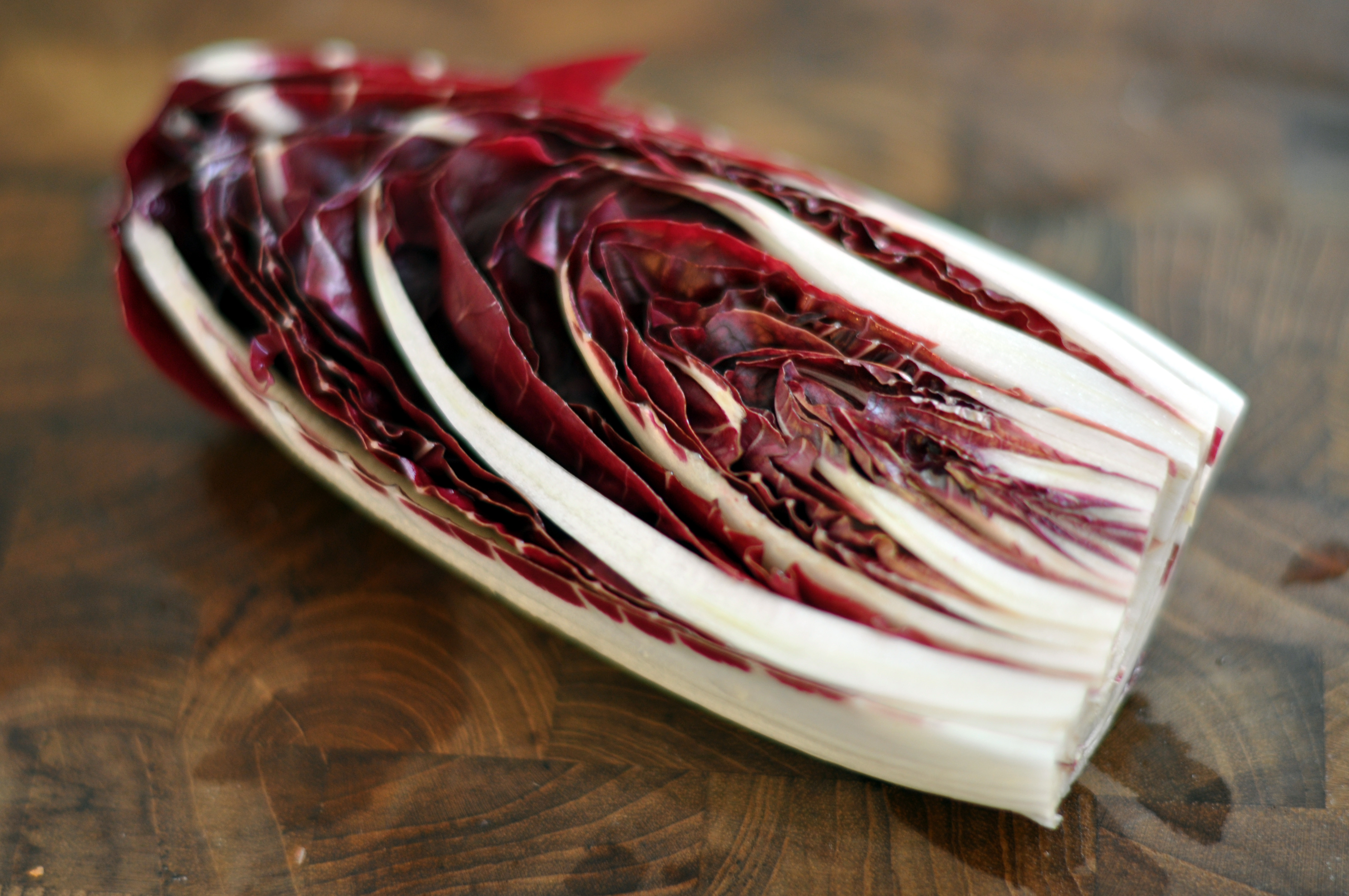
Розрізаний качан радіккіо
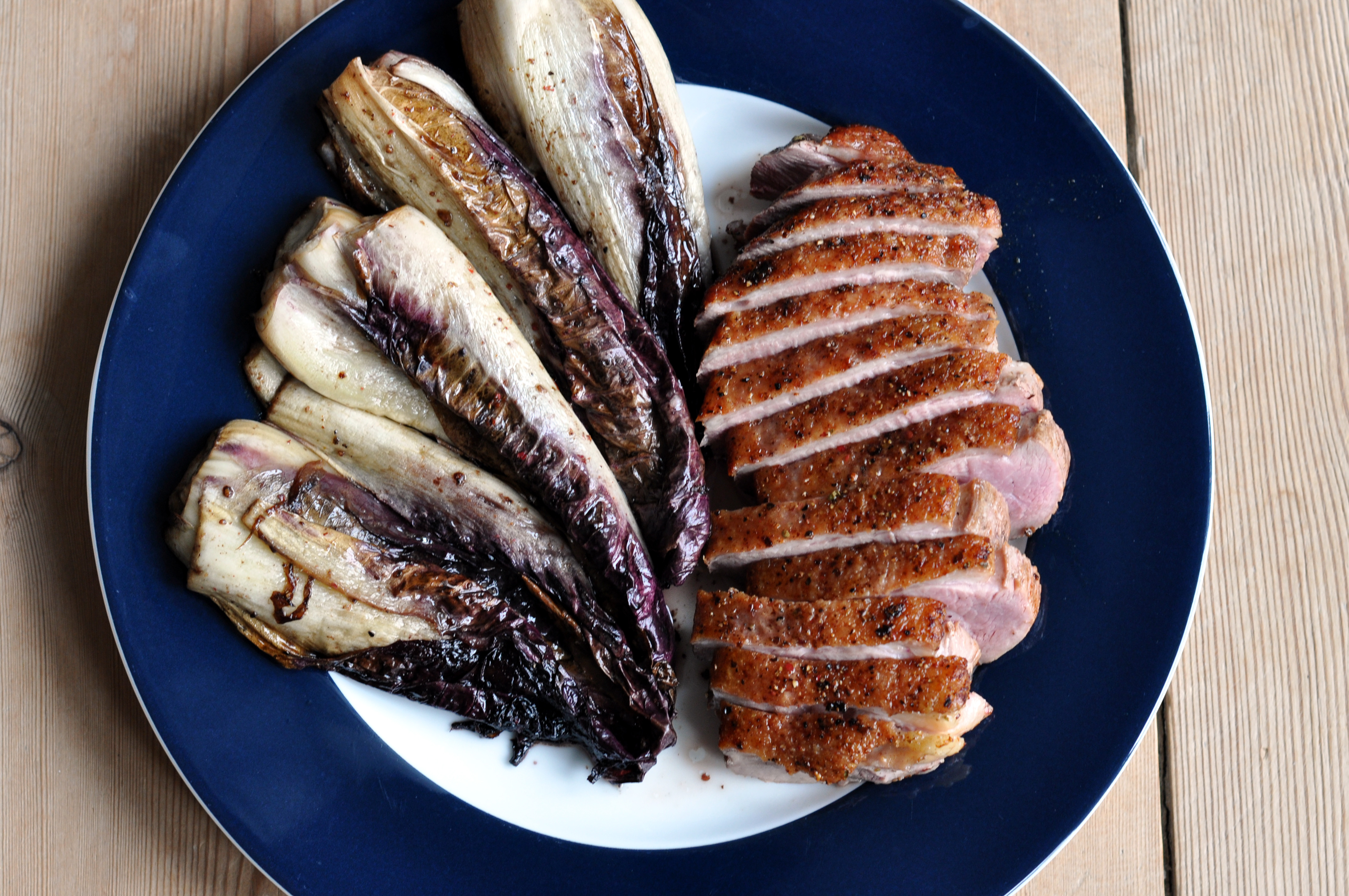
Запечений радіккіо